# Ravnsby Bakker
Ravnsby Bakker er et bakketlandskab på Lollands nordvestkyst ud mod Smålandsfarvandet. Området er meget atypisk for øen, der ellers er meget flad og har flere store inddæmmede områder under havets overfladet, og det kaldes derfor også for De lollandske Alper og Det lollandske Schweiz. 392 ha. blev fredet i 1977. Der findes flere store dødishuller, som i dag er vandhuller og moser, heriblandt Lyngmose, Uglemose og Møllelung. Sidstnævnte måler omkring 900 x 300 meter.
På toppen af flere af bakkerne er der anlagt gravhøje. Disse tæller bl.a. Glentehøj og på Lollands højeste punkt Bavnehøj (20 m.o.h.), hvorpå der er en 7 meter høj gravhøj. Helt ude ved kysten ligger voldstedet Ravnsborg, der stammer fra 1300-tallet. Voldstedet blev fredet i 1967.
I år 2010 påbegyndte kunstneren Thomas Chr. Birch Kadziola sammen med komponisten Gunner Møller Pedersen kunstværket Dodekalitten i Ravnsby Bakker. Det kommer til at bestå af tolv store stenskulpturer, der hver er 7-8 meter høje, og kommer til at tage flere år at færdiggøre. I 2012 fik Natur- og Miljøklagenævnet fredet Ravnsby Bakker, så det ikke længere er tilladt at grave efter råstoffer i området. I den forbindelse fik Dodekalitten dispensation fra samme styrelse.